# Coup d'État de 1974 à Chypre
Le coup d'État du 15 juillet 1974 à Chypre prend pour cadre l'île de Chypre des années 1970. À la suite des violences intercommunautaires qui ont eu lieu depuis l'indépendance en 1960, les communautés de Chypriotes grecs et turcs sont déjà séparées physiquement par la force onusienne chargée du maintien de la paix. La Grèce, où la dictature des colonels touche à sa fin, stationne des forces sur l'île, et les deux communautés ont formé des mouvements paramilitaires pour protéger leurs communautés respectives. Cela à pour conséquence l'invasion turque de la partie Nord et la partition de l'île.

## Déroulement

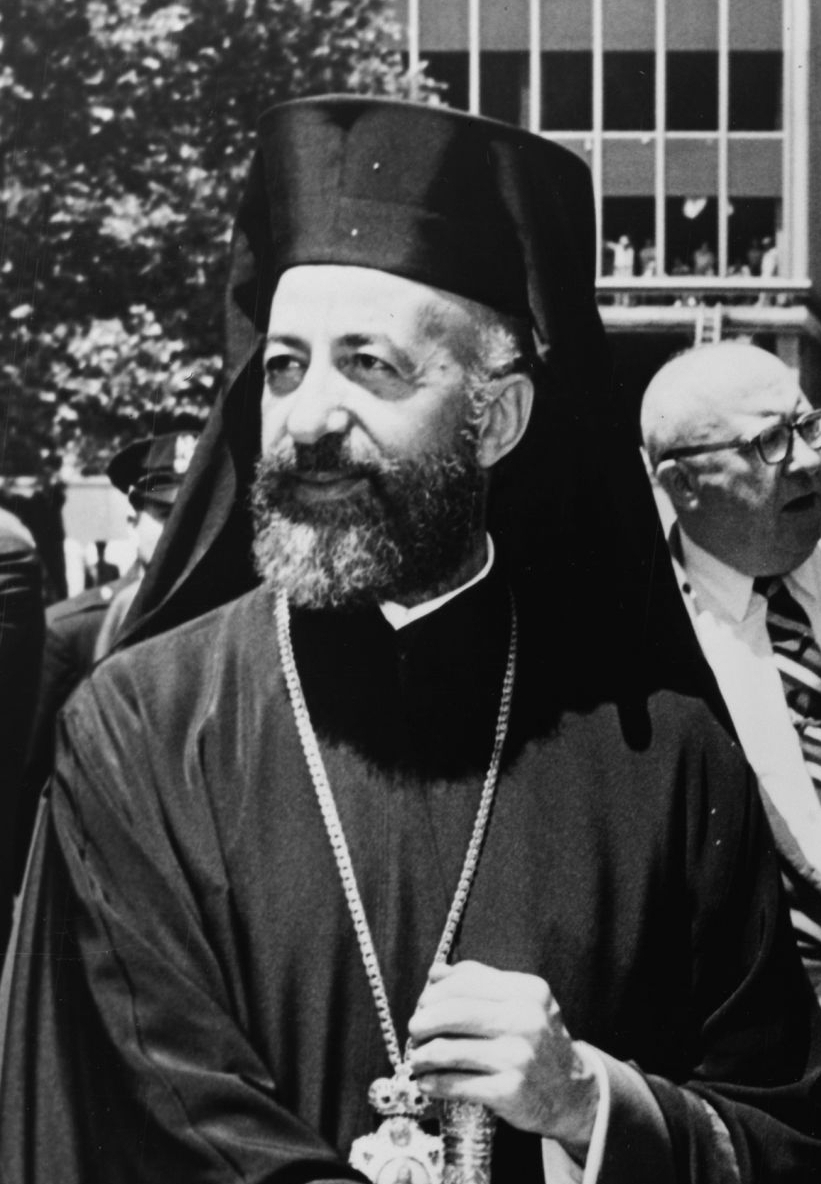
L'archevêque Makarios, le président déposé.

Le général Georges Grivas, envoyé en 1954 par le gouvernement en Grèce avec pour objectif de neutraliser la volonté d'autonomie politique voulue par Makarios et de maintenir Chypre sous la domination politique d'Athènes, fonde en 1972 l'EOKA-B et bien qu'il partage l'idée de l'Énosis, il s'oppose aux ingérences du gouvernement militaire des colonels dans les affaires chypriotes. Sa mort, le 27 janvier 1974, laisse le champ libre à l'ingérence grecque qui prennent le contrôle de l'EOKA-B.
Durant l'été 1974, l'archevêque Makarios, président de la République qui recouvre de jure la totalité de l'île, exige le retrait des officiers grecs présents au sein de la Garde nationale chypriote. Le gouvernement d'Athènes lance alors un coup d'État, soutenu par cette force militaire et annonce à la radio que Makarios est mort, enseveli sous les décombres du palais présidentiel.
La Turquie, réalisant que le complot vise en fait à unir Chypre à la Grèce par la force, déclenche une opération militaire de grande envergure et envahit le nord de l'île pour protéger la minorité turque ainsi que ses propres intérêts. Les forces grecques stationnées sur l'île prises par surprise, n'interviennent pas, sachant la défaite assurée. Cet échec retentissant met fin à la période de dictature en Grèce et met en suspens les relations entre les gouvernements grec et chypriote.
Le 17 juillet, l'OTAN demande le retrait des officiers grecs et le retour de Makarios au pouvoir. Celui-ci s'envole de la base militaire britannique d'Akrotiri en direction de Londres où il essaie en vain d'obtenir l'aide du Royaume-Uni. Sa demande est relayée par le premier ministre turc Bülent Ecevit qui demande aux Britanniques de se ranger du côté turc. Le 18, Joseph Sisco (en), sous-secrétaire d'État américain reçoit Ecevit à l'ambassade américaine de Turquie et apprend qu'il veut renverser Níkos Sampsón, le nouveau président nommé de facto par Athènes, afin de protéger les Chypriotes grecs de l'île.
Le coup d'État est un échec et Sampsón ne reste au pouvoir que neuf jours entre le 15 et le 23 juillet. Le 19 juillet 1974, devant le Conseil de sécurité des Nations unies, Makários accuse la Grèce de mener une invasion militaire à Chypre. Pour le gouvernement turc, cette position « légitime » son intervention militaire afin de protéger la population chypriote turque et les ressortissants turcs, comme prévu par l'article 2 du traité de garantie signé en 1960.